# Texmaker
«Texmaker» — кроссплатформенный открытый LaTeX-редактор с интерфейсом, подобным Kile. Тогда как Kile является родным приложением под KDE-платформу, Texmaker является также совместимым с GNOME.

## Возможности
Новые проекты могут быть созданы с помощью мастера, создающего форматы письма, статьи и т. п. Texmaker позволяет проводить подстрочную проверку орфографии.
По состоянию на январь 2011 года, Texmaker не позволяет добавлять новые слова в словарь (или не учитывать слово во время проверки орфографии). Эта возможность имеется в TexmakerX. Используемый файл словаря определяется пользователем. Как и большинство других текстовых редакторов, Texmaker имеет редактор в кодировке Юникод, позволяющий записывать исходные файлы LaTeX, подсветку синтаксиса, операции,отмены и возврата, поиска и замены. Некоторые тэги LaTeX и математические символы могут вводиться с помощью мыши.
Ещё одной возможностью Texmaker является создание таблиц, вставка рисунков и проч. с помощью удобных мастеров.
Некоторые другие возможности:
- Шаблоны документов и разделов.
- Возможность запуска программ, связанных с LaTeX.
- Управление базой данных BibTeX.
- Отображение оглавления или «вид структуры».
- Файлы логов во время компиляции LaTeX и возможность  «пропустить» ошибки в исходном коде, которые обнаруживаются компилятором.
- Встроенный конвертор LaTeX в HTML